# Collegio di Barnsley North
Barnsley North è un collegio elettorale situato nel South Yorkshire, nello Yorkshire e Humber, e rappresentato alla Camera dei comuni del Parlamento del Regno Unito. Elegge un membro del parlamento con il sistema first-past-the-post, ossia maggioritario a turno unico; l'attuale parlamentare è Dan Jarvis del Partito Laburista, che rappresenta il collegio dal 2024.

## Estensione
Il collegio comprende i seguenti ward del borgo metropolitano di Barnsley: Central, Cudworth, Darton East, Darton West, Monk Bretton, North East, Old Town, Royston e St Helens.

## Membri del parlamento
| Elezione | Elezione | Deputato   | Partito   |
| -------- | -------- | ---------- | --------- |
|          | 2024     | Dan Jarvis | Laburista |

## Elezioni

### Elezioni negli anni 2020
| Partito                    | Partito                                      | Candidato                  | Risultati 4 luglio 2024 | Risultati 4 luglio 2024 |
| Partito                    | Partito                                      | Candidato                  | Voti                    | %                       |
| -------------------------- | -------------------------------------------- | -------------------------- | ----------------------- | ----------------------- |
|                            | Laburista                                    | Dan Jarvis                 | 18 610                  | 50,44                   |
|                            | Reform UK                                    | Robert Lomas               | 10 799                  | 29,27                   |
|                            | Conservatore                                 | Tamas Kovacs               | 3 083                   | 8,36                    |
|                            | Verdi                                        | Tom Heyes                  | 1 805                   | 4,89                    |
|                            | Lib Dem                                      | Penny Baker                | 1 336                   | 3,62                    |
|                            | Indipendente                                 | Neil Fisher                | 616                     | 1,67                    |
|                            | Yorkshire                                    | Tony Devoy                 | 603                     | 1,63                    |
|                            | Democratici Inglesi                          | Janus Polenceusz           | 42                      | 0,11                    |
|                            |                                              |                            |                         |                         |
| Iscritti                   | Iscritti                                     | Iscritti                   | 78 267                  | 100,00                  |
| ↳ Votanti (% su iscritti)  | ↳ Votanti (% su iscritti)                    | ↳ Votanti (% su iscritti)  | 36 894                  | 47,14                   |
| ↳ Astenuti (% su iscritti) | ↳ Astenuti (% su iscritti)                   | ↳ Astenuti (% su iscritti) | 41 373                  | 52,86                   |
|                            |                                              |                            |                         |                         |
|                            | Esito: collegio a Laburista (nuovo collegio) |                            |                         |                         |